# Teresa de Furundarrena
Teresa de Furundarrena (siglo XVIII) fue una mistelera española.

## Biografía
Teresa de Furundarrena regentaba a mediados del siglo XVIII una mistelería en la calle Nueva de Vitoria, propiedad de su padre, el chocolatero Joseph de Furundarrena

## La mistelería
La mistelería era un local en el que se despachaba mistela, una especie de vino dulce, al modo de una taberna. Muchas mujeres en el siglo XVIII seguían aferradas a un  estilo de vida tradicional, es decir, a la permanencia en el espacio doméstico. Cierto es que las mujeres no participaban de los mismos espacios sociales que los hombres, aunque en ocasiones sí lo hacían, codo con codo. Ellas poseían los suyos propios y una vida social más amplia de lo que hasta ahora podíamos creer. Si las damas tenían sus tertulias exclusivas, también las mujeres de los artesanos contaban con sus espacios de reunión, de sociabilidad informal, muy ligada a la cultura popular.

### Las tertulias
La mistelería de Teresa era un lugar de reunión para las mujeres de los artesanos de la vecindad y para los estudiantes. Todas las tardes, a eso de las 5 o 6, acudían a este local estas mujeres, incluso con sus bebés a cuestas y sus hijos pequeños. Allí pasaban alegremente la tarde y parte de la noche. En el zaguán de la mistelería era corriente que hubiera cada día al menos cinco o seis mujeres.
Aquí se reunían en el año 1756 en “tertulia informal” tres mujeres: la dueña del local, Teresa de Furundarrena, María Ignacia Ortiz de Zárate, mujer del albañil Antonio de Landaloio, y Teresa de Aiestarán, esposa de Severino Gómez, ministro de a pie del resguardo de las rentas generales y la del tabaco en los portales de la ciudad. María Ignacia Ortiz de Zárate, aprovechando que era vecina de los Furundarrena, ya que vivía frente por frente de su casa, solía acercarse a ella“ con la criatura que tiene mamando (...), para conversar en ella parte de la noche, con el motivo de residir enfrente”. Así mismo, Teresa de Aiestarán concurría siempre que podía “a casa de Joseph de Furundarrena, para
pasar un rato de la noche en diversión y encontró a su hija Teresa de Furundarrena en la tienda (...) y después entró en dicha tienda al mismo fin, María Ignacia Ortiz de Zárate (...) y algunas chicas de la calle de poca edad”. Un joven estudiante que acudía a ella con frecuencia explicaba como en este establecimiento“ tomó conversación con una muchacha que la vendía (...) y con otras cinco o seis mujeres o muchachas que se hallaban en la tienda”. Pero no solo se dedicaban a entablar conversación con los estudiantes, sino a actividades lúdicas, como el juego de cartas. Teresa de Aiestarán solía jugar a los naipes con sus dos amigas, la hija del dueño de la mistelería, también llamada Teresa, y con María Ignacia, y tan absorta estaba en la plática y en el juego que no se fijaba en las personas que entraban en la mistelería “ni puede decir cuales fueron por la diversión que tenía en el juego”. En la misma tienda de mistela también coincidían por la tarde otras mujeres. Catalina de Guillerna, hija del sastre Mateo de Guillerna, frecuentaba este local para “divertirse un rato” y en donde se encontraban “otras mujeres o muchachas que estaban jugando a los naipes”. La sociabilidad artesana, tanto masculina como femenina, estaba muy unida a los rituales de la bebida y el juego, que formaban parte de la cultura popular de estas gentes del siglo XVIII.